# Diecezja Bondo
Diecezja Bondo (łac. Diœcesis Bondoensis) – diecezja rzymskokatolicka w Demokratycznej Republice Konga. Powstała w 1926 jako prefektura apostolska. Podniesiona w 1937 do rangi wikariatu apostolskiego. Diecezja od 1959.

## Główne świątynie
- Katedra: Katedra Świętego Krzyża w Bondo

## Biskupi diecezjalni
- Frédéric Marie Blessing (1930–1937 prefekt apostolski, 1937–1955 wikariusz apostolski)
- André Creemers OSC (1955–1959 wikariusz apostolski, 1959–1970 biskup diecezjalny)
- Emmanuel Marcel Mbikanye (1970–1978)
- Marcel Bam'ba Gongoa (1980–1992)
- Philippe Nkiere Keana (1992–2005)
- Etienne Ung’eyowun (od 2008)